# Ocyptamus gratus
Ocyptamus gratus är en tvåvingeart som först beskrevs av Charles Howard Curran 1941.  Ocyptamus gratus ingår i släktet Ocyptamus och familjen blomflugor. Inga underarter finns listade i Catalogue of Life.